# Platygaster linearis
Platygaster linearis är en stekelart som beskrevs av Fouts 1924. Platygaster linearis ingår i släktet Platygaster och familjen gallmyggesteklar. Inga underarter finns listade i Catalogue of Life.